# Aschach (flod)
Aschach er en biflod til Donau i Østrig i delstaten Oberösterreich i distikterne Grieskirchen og Eferding.
Aschach dannes af de to kildefloder Dürre Aschach og Faule Aschach, der begge udspringer i nærheden af Neumarkt im Hausruckkreis. Mellem Neumarkt og Waizenkirchen forenes de til Aschach. Herfra passerer floden Hartkirchen og Aschach an der Donau. Udenfor Eferding udmunder Aschach i Innbach kort før udmundingen i Donau.
48°18′19″N 14°05′58″Ø / 48.3053°N 14.0994°Ø